# Liesa Seifert
Liesa Seifert (* 17. August 1994 in Riesa) ist eine ehemalige deutsche Fußballspielerin. Seit 2024 ist sie Assistenztrainerin der Mountaineers, der Frauenfußballmannschaft an der West Virginia University in Morgantown.

## Karriere

### Vereine
Seifert begann in der Jugendabteilung des 1. FFC Turbine Potsdam mit dem Fußballspielen und kam zuletzt für die B-Jugendmannschaft in den Saisonen 2009/10 und 2010/11 innerhalb des Regionalverbandes Nordost in Meisterschaftsspielen zum Einsatz. Zweimal als Sieger aus diesen hervorgegangen, nahm sie mit ihrer Mannschaft auch an den Endrunden um die Deutsche B-Juniorinnen-Meisterschaft teil. Beide Male wurde das Finale erreicht und auch gewonnen; zunächst am 13. Juni 2010 gegen die B-Jugendmannschaft der TSG 1899 Hoffenheim mit 3:1 im heimischen Stadion des Sportforums Waldstadt, danach am 12. Juni 2011 gegen die B-Jugendmannschaft des VfL Sindelfingen mit 3:2 im Floschenstadion von Sindelfingen.
Noch im Alter von 17 Jahren rückte sie zur Saison 2011/12 in die zweite Mannschaft auf und kam zu ihrem Debüt im Seniorinnenbereich am 4. September 2011 (2. Spieltag) bei der 0:2-Niederlage im Auswärtsspiel gegen den Herforder SV mit Einwechslung für Monique Kerschowski ab der 82. Minute. Ihr erstes Tor erzielte sie am  20. November 2011 (10. Spieltag) beim 4:2-Sieg im Heimspiel gegen den FCR 2001 Duisburg II mit dem Treffer zum Endstand in der 90. Minute. Nachdem sie ihre Premierensaison mit 15 Punktspielen und drei Toren abgeschlossen hatte, kam sie in den fünf weiteren Saisonen bis zum Saisonende 2016/17 in 101 Punktspielen zum Einsatz, in denen sie noch 35 Tore erzielte. Ihr einziges Spiel für die erste – in der Bundesliga – spielenden Mannschaft bestritt sie am 13. Dezember 2015 (11. Spieltag) beim 4:0-Sieg über Aufsteiger Werder Bremen mit Einwechslung für Tabea Kemme in der 83. Minute.
Mit dem an der Sportschule Potsdam „Friedrich Ludwig Jahn“ erlangten Abitur begab sie sich im Jahr 2017 in die Vereinigten Staaten, um an der University of Arkansas at Little Rock ein Studium in Betriebswirtschaftslehre aufzunehmen. Für das Sport-Team der Bildungseinrichtung, den Trojans, bestritt sie in den Spielzeiten 2017 und 2018 41 Meisterschaftsspiele in der Ohio Valley Conference innerhalb der NCAA Division I, in denen sie sieben Tore beitragen konnte.
Das Studium beendete sie im Jahr 2019 mit Bachelor of Business Administration und bekam eine Anstellung als Assistenztrainerin an ihrer Alma Mater. Im Jahr 2023 erwarb sie ihren Master of Science in Sport Management und Coaching & Sports Education an der West Virginia University in Morgantown, nachdem sie von 2020 bis 2023 als Wissenschaftliche Assistentin im Stab tätig gewesen ist. Sie erwarb darüber hinaus die USSF-D-Lizenz und eine UEFA-B-Lizenz. Seit dem Jahr 2024 gehört sie zum Trainerstab der Frauenfußballmannschaft der Mountaineers.

### Nationalmannschaft
Für den DFB debütierte sie als Nationalspielerin in der U17-Nationalmannschaft, die am 21. April 2011 das mit 5:0 gewonnene EM-Qualifikationsspiel der zweiten Runde gegen die U17-Nationalmannschaft Finnlands gewann. Im dritten Spiel der Gruppe C kam sie auch beim 3:0-Sieg über die U17-Nationalmannschaft Dänemarks zum Einsatz. In der anschließenden in Nyon (Schweiz) ausgetragenen Finalrunde bestritt sie sowohl das mit 5:6 im Elfmeterschießen gegen die U17-Nationalmannschaft Frankreichs verlorene Halbfinale sowie das mit 8:2 gewonnene Spiel um Platz 3 gegen die U17-Nationalmannschaft Islands. Für die U19-Nationalmannschaft fand sie am 28. Februar 2012 und am 9. März 2013 in den beiden mit 1:0 und 3:0 gewonnenen Freundschaftsspielen gegen die U19-Nationalmannschaft der Niederlande und der US-amerikanischen U19-Nationalmannschaft Berücksichtigung. Ihr einziges Länderspiel für die U20-Nationalmannschaft erfolgte am 3. März 2014 in La Manga del Mar Menor beim 4:2-Sieg im Freundschaftsspiel gegen die U20-Nationalmannschaft Englands.

## Erfolge
Nationalmannschaft
- Dritter U17-Europameisterschaft 2011

1. FFC Turbine Potsdam
- Meister 2. Bundesliga Nord 2012, 2014
- Deutscher B-Juniorinnen-Meister 2010, 2011